# Stefan Schwab
Stefan Schwab (Saalfelden am Steinernen Meer, 27 settembre 1990) è un calciatore austriaco, centrocampista dell'Holstein Kiel.

## Caratteristiche tecniche
Trequartista, può giocare come interno di centrocampo o seconda punta.

## Carriera

### Club
Prodotto delle giovanili dell'RB Salisburgo, nel 2011 l'Admira Wacker M., dopo un periodo in prestito, ne riscatta il cartellino in cambio di € 0,2 milioni. Dopo altre tre stagioni, nel gennaio 2014, il Rapid Vienna acquista Schwab in cambio di € 0,4 milioni.

### Nazionale
Dopo svariate partite con le nazionali giovanili austriache nel 2017 ha esordito in nazionale maggiore.

## Palmarès

### Club

#### Competizioni nazionali
- Coppa di Grecia: 1

PAOK: 2020-2021
- Campionato greco: 1

PAOK: 2023-2024